# Missionarie figlie della Madre Santissima della Luce
Le Missionarie Figlie della Madre Santissima della Luce (in spagnolo Misioneras Hijas de la Madre Santísima de la Luz; sigla M.H.M.L.) sono un istituto religioso femminile di diritto pontificio.

## Storia
Per sopperire alla scarsità di sacerdoti che affliggeva l'arcidiocesi di Yucatán attorno al 1930, l'arcivescovo Martín Tritschler y Córdoba creò dei circoli catechistici per l'insegnamento della dottrina cristiana ad adulti e bambini nelle parrocchie rurali: per seguire questa forma di apostolato, l'arcivescovo pensò di istituire una congregazione formata da donne appartenenti ai circoli e affidò tale missione al sacerdote Pablo Góngora Alvarado, parroco di Motul. La congregazione fu fondata da Góngora Alvarado a Motul il 19 dicembre 1946 con quattro religiose tra cui Micaela Amparo Barrera Ortiz, confondatrice dell'istituto.
La comunità fu eretta in pia unione il 31 ottobre 1948 e nel 1954 la sua sede centrale fu trasferita a Mérida; l'erezione canonica dell'unione in congregazione religiosa di diritto diocesano ebbe luogo il 19 dicembre 1973.

## Attività e diffusione
Le suore si dedicano alle opere missionarie e catechetiche tra la popolazione, soprattutto nelle zone povere di clero.
Oltre che in Messico, sono presenti in Angola, Argentina, Belize e Stati Uniti d'America; la sede generalizia è a Mérida.
Alla fine del 2015 l'istituto contava 177 religiose in 21 case.